# 千葉皓史
千葉 皓史（ちば こうじ、1947年(昭和22年) - ）は、俳人、篆刻家、デザイナー。俳号は同じ字で読みは「こうし」。

## 来歴
東京都生まれ、早稲田大学卒業。卒業後は文具店に勤務。
1978年「泉」に入会、俳句を石田勝彦、綾部仁喜に師事。1985年泉賞受賞。1989年、大木あまり、長谷川櫂とともに「夏至」創刊に参加。1991年第一句集『郊外』により第15回俳人協会新人賞を受賞。2024年第二句集『家族』により第63回俳人協会賞を受賞。代表句に「裸子がわれの裸をよろこべり」など。「泉」「夏至」同人を経て現在は結社無所属。俳人協会会員。
また篆刻を菅原石廬に学び、日展篆刻部入選、読売書法展篆刻部秀逸などを受けている。
1987年、和文具・和雑貨のブランド「GENRO (ゲンロ)」を創業、以後オーナー兼デザイナーとして活動。ラバースタンプ「四季の印」がヒットし、2005年には杉並区上井草の社屋一階に自社商品を置いたカフェ「茶・いぐさ」を開店。2008年に「genro & cafe」に改称し現在は息子が経営を続けている。同店は2005年に杉並区商店コンクール優秀賞、2006年には第9回杉並「まち」デザイン賞を受賞した。
任意団体「まちづくり上井草」代表として同地の町づくり活動にも取り組み、上井草商店街発行のフリーマガジン『Vinci（ヴィンチ）』の編集にも携わっている。

## 著書
- 現代俳句ニューウェイブ（共著、立風書房、1990年）
- 句集 郊外（花神社、1991年）
- 句集　家族（ふらんす堂、2023年）